# Conquering Lion
Singles
Conquering Lion est un album reggae du chanteur producteur Yabby You. Le nom de l'album était originellement 62 Nations, mais le fabricant de Sonic Sound mit Conquering Lion, titre qui ne déplait d'ailleurs pas à Yabby.

Cet album possède une version dub arrangée par King Tubby en 1976 et nommée King Tubby's Prophesy Of Dub.

## Musiciens
Beaucoup de sources donnent plus de cinq musiciens pour l'enregistrement de l'album,, mais Yabby You lui-même déclare n'avoir utilisé que trois instrumentistes. Ces trois artistes étant Leroy "Horsemouth", Earl "Chinna" et Aston Barrett, il dit avoir mélangé avec sa table de mixage à trois pistes.

La liste des musiciens officieuse quant à elle, est composée de :
- Voix : Yabby You
- Batterie: Horsemouth Wallace
- Guitare : Earl 'Wire' Lindo & Earl Chinna Smith
- Piano : Pablove Black
- Orgue : Aston Barrett
- Trombone : Bobby Ellis & Don D. Junior
- Flûte : Tommy McCook
- Saxophone : Dirty Harry
- Percussions : Eric  "Bingy Bunny"

## Liste des titres
Face A
1. Run Come Rally
2. Jah Vengeance
3. Conquering Lion
4. Covetious Men
5. Anti Christ

Face B
1. Carnal Mind
2. Jah Love
3. Love Thy Neighbour
4. Love Of Jah
5. The Man Who Does The Work

## Conquering Lion, le single
Conquering Lion est la chanson qui a permis à Vivian d'étendre sa notoriété. Le riddim fut écrit par Jackson et mixé en collaboration avec King Tubby dans son studio éponyme. Après que l'enregistrement soit terminé, Yabby vendit son single dans la rue et les studios. La popularité du titre est d'ailleurs à l'origine de son pseudonyme, les gens voulaient entendre la chanson qui fait "Be You, Yabby You".